# Lake City (Pensilvania)
Lake City es un borough ubicado en el condado de Erie, Pensilvania, Estados Unidos. Tiene una población estimada, a mediados de 2022, de 2887 habitantes.

## Geografía
La localidad está ubicada en las coordenadas 42°1′4″N 80°20′47″O / 42.01778, -80.34639 (42.017727, -80.346301).

## Demografía
Según el censo de 2000, en ese momento los ingresos medios de los hogares de la localidad eran de $35 481 y los ingresos medios de las familias eran de $40 598. Los hombres tenían ingresos medios por $31 554 frente a los $21 533 que percibían las mujeres. Los ingresos per cápita para la localidad eran de $15 419. Alrededor del 10.6% de la población estaba por debajo del umbral de pobreza.
De acuerdo con la estimación 2017-2021 de la Oficina del Censo, los ingresos medios de los hogares de la localidad son de $69 583 y los ingresos medios de las familias son de $67 000. Alrededor del 10.7% de la población está por debajo del umbral de pobreza.